# Nestor (Donenko)
Nestor, imię świeckie Mykoła Donenko (ur. 20 lutego 1958 w Berdiańsku) – biskup Rosyjskiego Kościoła Prawosławnego, wcześniej w latach 2018–2022 Ukraińskiego Kościoła Prawosławnego Patriarchatu Moskiewskiego.

## Życiorys
W 1981 r. ukończył studia w Instytucie Artystyczno-Przemysłowym w Charkowie. Zajmował się rzeźbiarstwem. W 1990 r. został członkiem Narodowego Związku Artystów Ukrainy. Do 1991 r. ukończył seminarium duchowne w Odessie. 7 lipca 1991 r. w soborze Świętej Trójcy w Symferopolu przyjął święcenia kapłańskie i został proboszczem parafii Opieki Matki Bożej w Oreandzie, gdzie m.in. kierował odbudową zniszczonej cerkwi. W 2004 r. otrzymał godność protojereja.
13 czerwca 2018 r. złożył wieczyste śluby mnisze przed metropolitą symferopolskim i krymskim Łazarzem. Cztery dni później został podniesiony do godności archimandryty. 25 września 2018 r. wybrany biskupem jałtańskim, wikariuszem eparchii symferopolskiej i krymskiej. Chirotonia odbyła się 27 września w cerkwi Podwyższenia Krzyża Pańskiego w ławrze Peczerskiej, pod przewodnictwem metropolity kijowskiego i całej Ukrainy Onufrego.
Od listopada 2021 r., w związku ze śmiercią metropolity Alipiusza, pełnił czasowo (do 2 stycznia 2022 r.) obowiązki ordynariusza eparchii dżankojskiej.